# Die with a Smile
Die with a Smile ist ein Lied der US-amerikanischen Musikerin Lady Gaga aus dem Jahr 2024, in Zusammenarbeit mit dem US-amerikanischen Musiker Bruno Mars. Die Ballade erschien im August 2024 und avancierte als Single zum weltweiten Millionenseller sowie zum Grammy-prämiierten Werk.

## Entstehung und Veröffentlichung
Das Lied wurde von den Interpreten Stefani Germanotta (Lady Gaga) und Peter Hernandez (Bruno Mars) selbst, zusammen mit den Koautoren Dernst Emile II (D’Mile), James Fauntleroy und Andrew Wotman (Andrew Watt), geschrieben. Mit Ausnahme von Fauntleroy zeichneten alle Autoren auch für die Produktion verantwortlich.
Die Erstveröffentlichung von Die with a Smile erfolgte als Single am 16. August 2024 bei Interscope Records. Diese erschien als digitaler Einzeltrack zum Download und Streaming (Katalognummer: 24UMGIM85348) sowie als 1-Track-CD-Single (Katalognummer: 00602475081173). Am 25. Oktober desselben Jahres erschien es zudem als 2-Track-CD-Single mit einem Instrumental als B-Seite (Katalognummer: 602475212003).

## Inhalt
Das Lied erzählt aus der Sicht der Interpreten. Beide lyrische Ichs schwören, in einem Weltuntergangszenario füreinander da zu sein. Später erzählt die Protagonistin, dass ihre Beziehung schon länger auf der Kippe stand.

## Preise
Bei den Grammy Awards 2025 gewann das Lied in der Kategorie „Best Pop Duo/Group Performance“.

## Kommerzieller Erfolg

### Chartplatzierungen
Die with a Smile avancierte zum Nummer-eins-Hit in Belgien-Flandern, den Niederlanden, Neuseeland, Norwegen, Portugal, der Schweiz und den Vereinigten Staaten.
| ChartsChartplatzierungen       | Höchstplatzierung | Wochen |
| ------------------------------ | ----------------- | ------ |
| Deutschland (GfK)              | 4 (… Wo.)         | …      |
| Österreich (Ö3)                | 2 (… Wo.)         | …      |
| Schweiz (IFPI)                 | 1 (… Wo.)         | …      |
| Vereinigte Staaten (Billboard) | 1 (… Wo.)         | …      |
| Vereinigtes Königreich (OCC)   | 2 (… Wo.)         | …      |

| ChartsJahrescharts (2024)      | Platzierung |
| ------------------------------ | ----------- |
| Deutschland (GfK)              | 71          |
| Österreich (Ö3)                | 40          |
| Schweiz (IFPI)                 | 34          |
| Vereinigte Staaten (Billboard) | 62          |
| Vereinigtes Königreich (OCC)   | 37          |

### Auszeichnungen für Musikverkäufe
| Land/Region                  | Auszeichnungen für Musikverkäufe (Land/Region, Auszeichnung, Verkäufe) | Verkäufe  |
| ---------------------------- | ---------------------------------------------------------------------- | --------- |
| Australien (ARIA)            | 6× Platin                                                              | 420.000   |
| Belgien (BRMA)               | 2× Platin                                                              | 80.000    |
| Brasilien (PMB)              | 5× Diamant                                                             | 800.000   |
| Dänemark (IFPI)              | Platin                                                                 | 90.000    |
| Deutschland (BVMI)           | Gold                                                                   | 300.000   |
| Frankreich (SNEP)            | Diamant                                                                | 333.333   |
| Griechenland (IFPI)          | 3× Platin                                                              | 60.000    |
| Italien (FIMI)               | Platin                                                                 | 100.000   |
| Kanada (MC)                  | 4× Platin                                                              | 320.000   |
| Neuseeland (RMNZ)            | 4× Platin                                                              | 120.000   |
| Norwegen (IFPI)              | Platin                                                                 | 60.000    |
| Österreich (IFPI)            | Platin                                                                 | 30.000    |
| Polen (ZPAV)                 | 3× Platin                                                              | 150.000   |
| Portugal (AFP)               | 6× Platin                                                              | 60.000    |
| Schweiz (IFPI)               | Platin                                                                 | 30.000    |
| Spanien (Promusicae)         | 2× Platin                                                              | 120.000   |
| Vereinigtes Königreich (BPI) | 2× Platin                                                              | 1.200.000 |
| Zentralamerika (CFC)         | 3× Platin                                                              | 210.000   |
| Insgesamt                    | 1× Gold · 40× Platin · 6× Diamant ·                                    | 4.483.333 |

Hauptartikel: Bruno Mars/Auszeichnungen für Musikverkäufe